# 12423 Slotin
12423 Slotin este un asteroid din centura principală de asteroizi.

## Descriere
12423 Slotin este un asteroid din centura principală de asteroizi. A fost descoperit pe 17 octombrie 1995 la Kitt Peak National Observatory în cadrul proiectului Spacewatch. Asteroidul prezintă o orbită caracterizată de o semiaxă mare de 2,58 ua, o excentricitate de 0,17 și o înclinație de 4,8° în raport cu ecliptica.